# Ферзен, Василий Николаевич
Барон Ганс Вильям (Василий) Николаевич Фе́рзен (нем. Hans William von Fersen; 14 мая 1858, мыза Кольк Кузальского прихода Эстляндской губернии, Российской империи — 6 мая 1937, Пярну, Эстония) — русский морской офицер, вице-адмирал, герой Цусимского сражения. Родители: барон Николай Ферзен и Каролина Александрина Ферзен, урожденная графиня Стенбок. 

## Биография[1]
- 15 сентября 1875 — поступил в Морское училище.
- 1 мая 1876 — принят на действительную службу.
- 1879 по 1883 — находился в дальневосточном плаванье на крейсере «Азия» и «Африка».
- 1 мая 1879 — гардемарин.
- 30 августа 1880 — мичман.
- 9 февраля 1884 — утверждён в и.д. ревизора крейсера «Африка» с переводом в 3 флотский экипаж.
- 1 января 1885 — лейтенант.
- 14 октября 1885 — вахтенный начальник мореходной канонерской лодки «Бобр».
- 1886—1888 — плавание на Дальний Восток на канонерской лодке «Бобр».
- 19 сентября 1889 — 7 сентября 1890 — минный офицерский класс.
- 1892 — минный офицер 1-го разряда.
- 1895 — флагманский минный офицер.
- 1896—1897 — командир миноносца «Взрыв».
- 1897—1899 — в зимнее время преподавал в минном офицерском классе и минной школе Балтийского флота.
- 1897—1899 — старший офицер крейсера «Африка».
- 18 апреля 1899 — капитан 2-го ранга.
- 28 сентября 1899—1902 — морской агент в США.
- 18 октября 1900 — в составе 4-го флотского экипажа.
- 7 октября 1902 по 1905 — командир крейсера 2-го ранга «Изумруд»[2].
- 22 апреля 1903 — командир миноносца № 123 в составе Учебно-Минного отряда.
- 17 сентября 1903 — 1904 — курс военно-морских наук при Николаевской Морской Академии.
- командир крейсера «Изумруд» в составе Второй Тихоокеанской эскадры. Участвовал в Цусимском сражении. Не подчинился приказу контр-адмирала Небогатова о сдаче и, прорвав кольцо блокады, оторвался от неприятеля. Взорвал исправный крейсер, налетевший на камни, в заливе Владимира в отсутствие какого-либо неприятеля. Обвинений предъявлено не было.
- 6 декабря 1905 — капитан 1-го ранга.
- 1906 — участвовал в подавлении восстания в Эстляндской губернии.
- 1906—1907 — исполняющий должность командира Владивостокского порта.
- Март 1908 — январь 1909 — командир крейсера «Аврора».
- 1910 — контр-адмирал.
- 1909—1910 — командующий 2-й минной дивизии Балтийского флота.
- 1911 — начальник 2-й минной дивизии Балтийского моря.
- 1911—1913 — начальник бригады крейсеров эскадры Балтийского моря.
- 14 апреля 1913 — вице-адмирал.
- 1913—1914 — начальник бригады линейных кораблей Балтийского моря. Предоставил отзыв на «Основные задания для линейных кораблей». Отстаивал тип линкора с 16" артиллерией, тихоходный, с усиленным бронированием и вооружением.
- 20 октября 1914 — член Главного Военно-Морского Суда.
- 13 апреля 1917 — в отставке.

Переселился в Эстонию. Состоял членом Кассы взаимопомощи моряков. Жил и умер в Пярну. Похоронен в Локса на лютеранском кладбище церкви Пресвятой Богородицы Марии.

## Семья
Барон Ферзен был женат на Владиславе Владиславовне Новицкой (1866—1937) из дворянского рода Виленской губернии. Дети:
- Корнелия (нем. Kornelia; 1890—)
- Владислав (Владислав Николай, нем. Wladislaw Nikolai; 1891—1962)
- Арвид (Магнус Арвид, нем. Magnus Arvid; 1892—1938)
- Мария (Мари, нем. Marie 1894—1920)

Оба его сына, Владислав и Арвид, также стали морскими офицерами.

## Награды
Российской империи:
- Орден Святого Станислава 2-й степени (6.12.1898);
- Орден Святой Анны 2-й степени (14.4.1902);
- Золотое оружие «За храбрость» (17.10.1905) - «За отличное мужество и распорядительность, проявленные в бою с японским флотом 14-го мая сего года»;
- Орден Святого Владимира 3-й степени (6.12.1906);
- Орден Святого Станислава 1-й степени (1912);
- Орден Святой Анны 1-й степени (6.12.1914);
- Орден Святого Владимира 2-й степени (6.12.1915).

Медали:
- Медаль «В память царствования императора Александра III» на Александро-Невской ленте (1896);
- Светло-бронзовая Медаль «В память русско-японской войны» (1906);
- Золотой знак в память окончания полного курса наук Морского кадетского корпуса (1910);
- Светло-бронзовая Медаль «В память 300-летия царствования дома Романовых» (1913);
- Светло-бронзовая Медаль «В память 200-летия морского сражения при Гангуте» на Андреевской ленте (1915).

Иностранных государств:
- Персидский Орден Льва и Солнца (8.4.1902);
- Орден Прусского Красного Орла 2-й степени (31.7.1908).